# خاروبدیس
خاروبدیس (به یونانی: Χάρυβδις)، در اسطوره‌های یونان گردابی افسانه‌ای در تنگه مسینا است.او دختر پوسیدن وگایا است که گله ی هرکول را دزدید و زئوس او را به دریا انداخت که در آن جا به صورت گرداب درآمد. گویا در مجرایی باریک است.پس از آن نیز آن را با گذرگاه مسینا (که در ان گردابی نیست. یکی انگاشتند.او کشتی های بسیاری را بلعید.یاسون واودیسئوس سعی در مذاکره با اوداشتند. اودیسئوس کشتی اش را از داست اما توانست تا بر صخره ای در وسط دریا بچسبد تا گرداب تمام شود. افسانه ها می گویند او سه بار در هرشبانه روز آب دریا را می بلعید و دختران زیادی را از باکرگی درآورد(همجنسگرایی میکرد).